# Lapazia obtecta
Lapazia obtecta är en insektsart som först beskrevs av Ferris 1921.  Lapazia obtecta ingår i släktet Lapazia och familjen pansarsköldlöss. Inga underarter finns listade i Catalogue of Life.